# Reformjødedom
Reformjødedom er en gren af jødedommen, der opstod i 1800-tallet. Der er ganske vist ikke retninger inden for jødedommen, men der er en klar tendens til ændring af de eksisterende regler. Med oplysningstidens tro på frihed og lighed opstod der blandt jøder et naturligt ønske om ligestilling med flertallet af befolkningen. Denne frihed kom mange steder, idet adskillige ghettoer – hovedsagligt i Vesteuropa – blev revet ned. Nogle jøder mente, at religionen var en hindring for deres frihed. En af disse var Abraham Geiger.
En anden var Moses Mendelssohn. Mendelssohns filosofi var, at man måtte tilpasse sig ikke-jøders levevis. Fx oversatte han biblen til tysk. Mendelssohn lagde grunden til, hvad der kaldes "jødisk nytænkning", "oplysning" eller "haskalah" – reformjødedommen.
Haskalah-bevægelsen voksede sig stærk specielt i USA, hvor troen på frihed var meget stærk i 17- og 1800-tallet. Her ændrede mange jøder markant deres jødedom. Fx begyndte nogle at holde gudstjenester på engelsk i stedet for hebraisk, det hellige sprog, som man havde gjort i 2000 år. Andre "flyttede" shabbaten til om søndagen i stedet for lørdagen, så det passede til resten af samfundets hviledag. I det hele taget forsøgte reform-jøderne at ændre på jødedommen. Det var ikke særlig velset af religiøse ortodokse jøder, eftersom religionen ikke må ændres af mennesker.